# Bully (Sport)

Eishockey-Spielfeld mit Lage der Bullypunkte

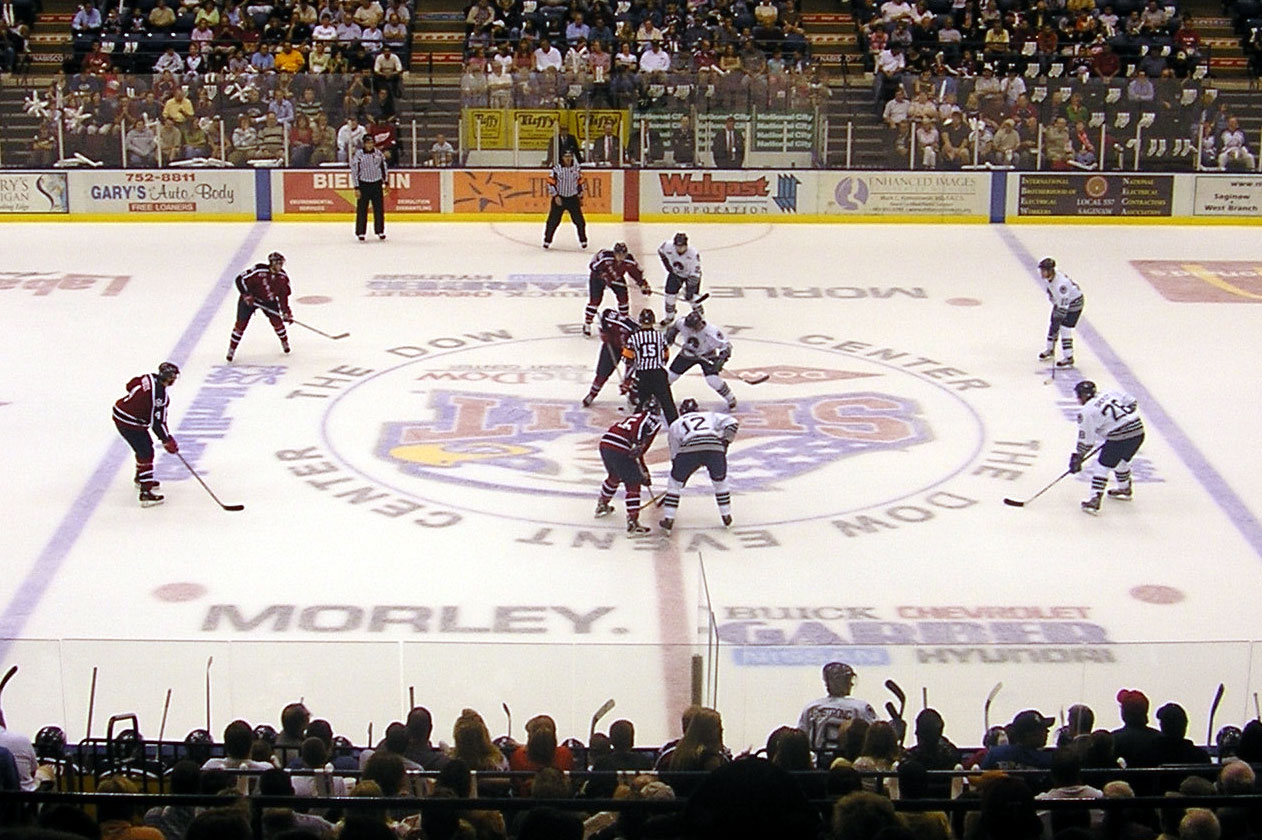
Aufstellung zum Bully

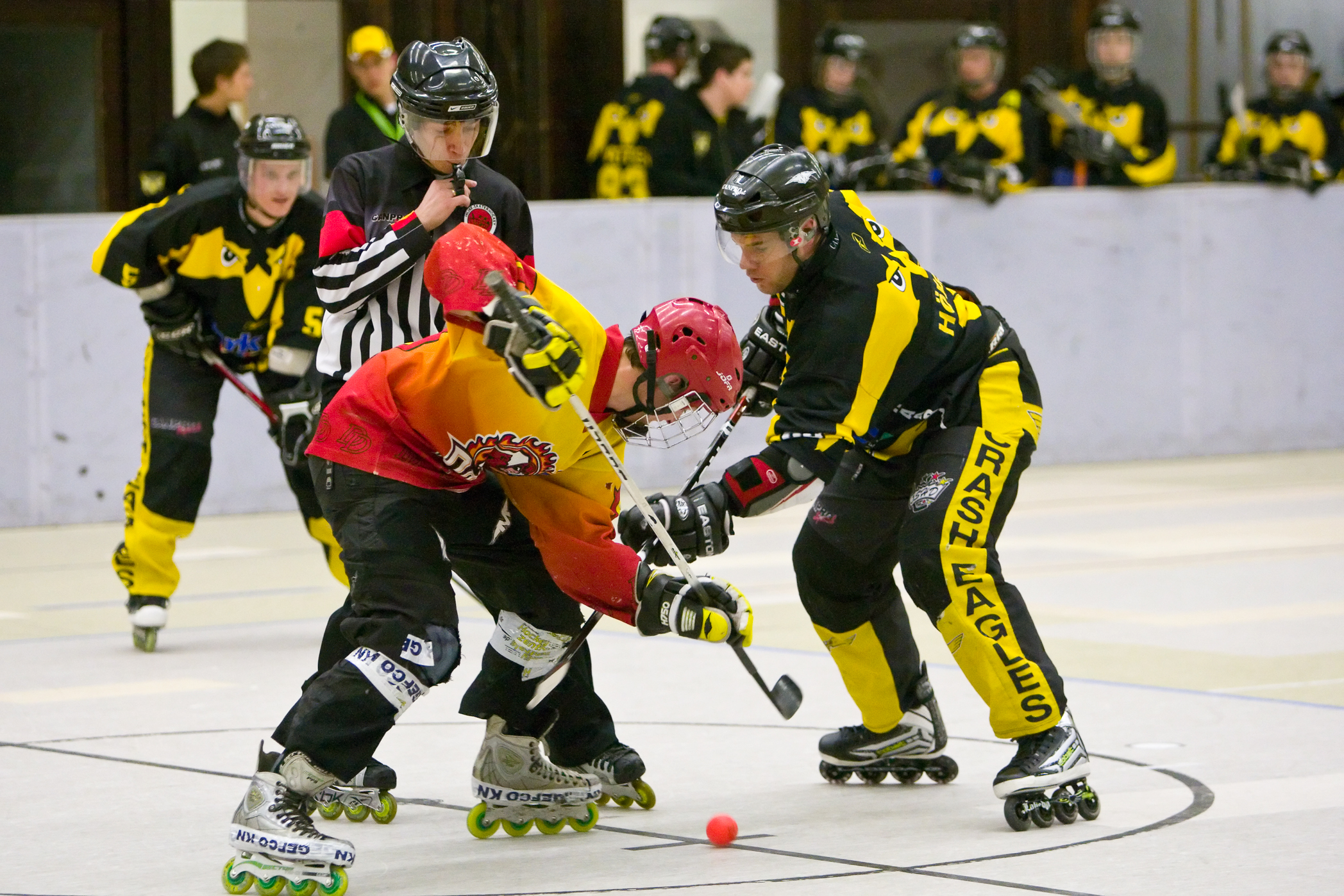
Bully mit orangem Inline-Skaterhockeyball

Als Bully (engl. face off) wird der Einwurf (Abschlag) des Pucks bzw. Balls beim Eishockey, Inlinehockey, Inline-Skaterhockey und anderen verwandten Sportarten bezeichnet.
Er erfolgt zu Spielbeginn im Mittelkreis, nach Spielunterbrechungen je nach Spielsituation in einem der beiden Bullykreise vor dem Tor oder den insgesamt fünf Bullypunkten im Mitteldrittel der Eisfläche.
Der Schiedsrichter wirft dazu das Spielgerät auf den Bullypunkt, während je ein Spieler beider Mannschaften dabei versucht, mit dem Schläger den Puck oder Ball für die eigene Mannschaft zu erobern. Die anderen Spieler befinden sich vor dem Einwurf auf ihrer Torseite außerhalb des so genannten Bullykreises bzw. auf dem Kreis und dürfen diesen erst nach dem Einwurf vollständig betreten. In der Regel wird der Einwurf durch einen Linienrichter vorgenommen, während sich der Schiedsrichter von der regelkonformen Ausführung überzeugt und ggf. das Spiel abbricht, wenn der Einwurf nicht korrekt durchgeführt wurde. Er führt nur die jeweils ersten Bullys eines Drittels durch.
Im südbayerischen Raum wird das Spielgerät beim Eishockey, das sonst Puck heißt, ebenfalls „Bully“ genannt. Außerdem erhielt das Maskottchen der Eishockey-Weltmeisterschaften 1993 in Deutschland und 1996 in Wien den Namen „Bully“.
Im Unihockey gibt es je sechs Bullypunkte, sowie einen Anstosspunkt in der Mitte, auf dem ebenfalls Bullys ausgeführt werden. Hierbei ruht der Ball auf dem Bullypunkt, nach einem Pfiff des Schiedsrichters versuchen die Spieler den Ball zu spielen.
Jedes Tor muss mit einem Bully auf dem Mittelpunkt bestätigt werden.
Auch beim Lacrosse wird am Anfang des Spiels und auch nach jedem Tor ein Face off durchgeführt. Beim Hallenhockey gibt es ebenfalls das Bully, allerdings erfolgt dieser hier nicht als Anstoß, sondern nur nach Spielsituationen, in denen der Ball unspielbar zwischen zwei Schlägern eingeklemmt war.

## Herkunft und Etymologie

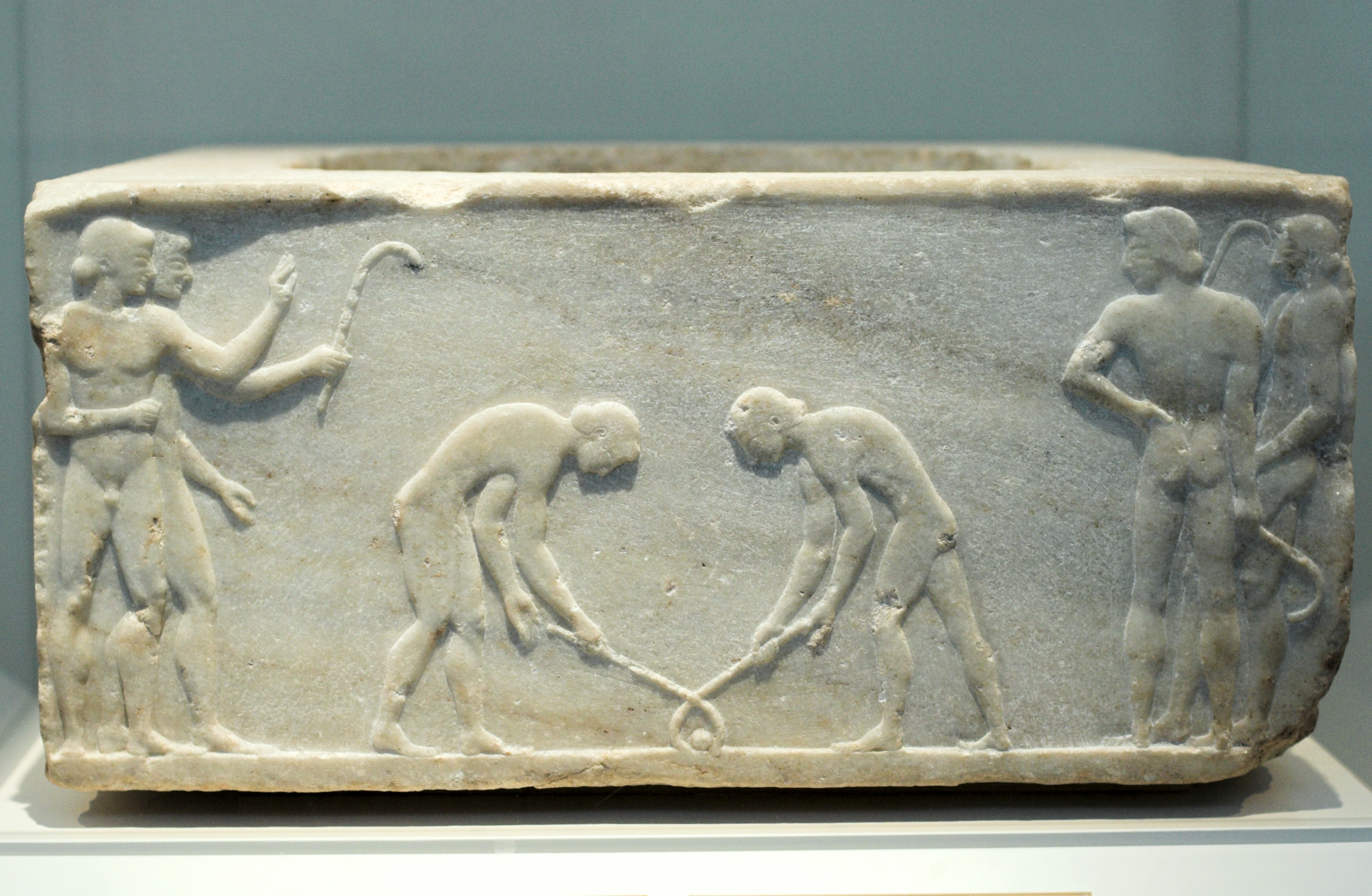
Relief aus Griechenland, 480 v. Chr. Ernst Curtius beschreibt es wie folgt: "...zeigt zwei Knaben beim „Bully“; sie erwarten das Kommando zum Abschlag..."

### Etymologie
Gemäß dem Oxford English Dictionary ist das Wort bully seit dem späten 19. Jahrhundert im hier beschriebenen Sinn bekannt und bezeichnete ursprünglich ein Gedränge im Eaton-Fußball; darüber hinaus ist nichts über die Herkunft bekannt. Im Feldhockey ist bully noch heute auch im englischen Sprachraum die offizielle Bezeichnung für den Einwurf.